# Pleasantville (Nueva Jersey)
Pleasantville es una ciudad ubicada en el condado de Atlantic en el estado estadounidense de Nueva Jersey. En el año 2010 tenía una población de 20.249 habitantes y una densidad poblacional de 1,349.9 personas por km².

## Geografía
Pleasantville se encuentra ubicado en las coordenadas 39°23′26″N 74°31′07″O / 39.39056, -74.51861.

## Demografía
Según la Oficina del Censo en 2000 los ingresos medios por hogar en la localidad eran de $36,913 y los ingresos medios por familia eran $40,016. Los hombres tenían unos ingresos medios de $26,909 frente a los $25,886 para las mujeres. La renta per cápita para la localidad era de $17,668. Alrededor del 15.8% de la población estaba por debajo del umbral de pobreza.